# Colin Ford
Colin Ford (12 de setembre de 1996) és un actor estatunidenc. És conegut per els seus papers de Josh Wheeler a Daybreak, de Joe McAlister a Under the Dome, de Jake a Jake and the Never Land Pirates, del jove Sam Winchester a Supernatural i de Dylan Mee a la pel·lícula We Bought a Zoo.